# L'Aguda
L'Aguda es una entidad de población española del municipio de Torá, perteneciente a la provincia de Lérida, en la comunidad autónoma de Cataluña.

## Toponimia
El nombre del lugar puede encontrarse referido con las variantes Aguda de Tora y L'Aguda.

## Historia
Hacia mediados del siglo XIX, el lugar, por entonces perteneciente a Lérida, tenía contabilizada una población de 58 habitantes. Aparece descrito en el primer volumen del Diccionario geográfico-estadístico-histórico de España y sus posesiones de Ultramar de Pascual Madoz de la siguiente manera:

AGUDA DE TORA: l. de la prov. de Lérida, part. jud., y dióc. de Solsona, adm. de rent. de Cervera, aud. terr. y c. g. de Barcelona: sit. en la cima del monte de su nombre donde le combaten libremente todos los vientos; su clima es frio; pero sano. Antes de la última guerra civil contaba 12 casas, pero por efecto de aquella quedaron reducidas á 3; hay una igl. sufragánea de la parr. de Tora, de cuya municipalidad tambien depende. Confina el térm. por el N. y E. con el de Fontanet, por el S. con el de Tora y por el O. con los de Biosca y Palou distando sus lím. de N. á S. 1/4 de leg. y de E. á 0. 1 leg. El terreno es montuoso, algo poblado de árboles, cruza por él un arroyuelo que fertiliza parte de la tierra de labor. Prod. trigo, centeno, cebada, legumbres, hortalizas, frutas, patatas, cáñamo, vino, aceite, poco ganado lanar y cabrio. Pobl. 9 vec.: 58 alm. Cap. imp. 22,640 rs.
(Madoz, 1845, p. 129)

En 2022, la entidad singular de población tenía empadronados 12 habitantes.